# Howard Ramsey
Howard Verne Ramsey (1898-2007) fue uno de los últimos supervivientes veteranos de la Primera Guerra Mundial.
Nació en Colorado el 2 de abril de 1898. En 1916, se graduó en la Washington High School de Portland. Después de estar en el colegio, quiso entrar en el ejército con un amigo suyo llamado Harry. Los dos consiguieron entrar en el ejército francés y lucharon en la Primera Guerra Mundial. 
Murió el 22 de febrero de 2007, a los 108 años de edad.
- Datos: Q5920718